# Ælgifu

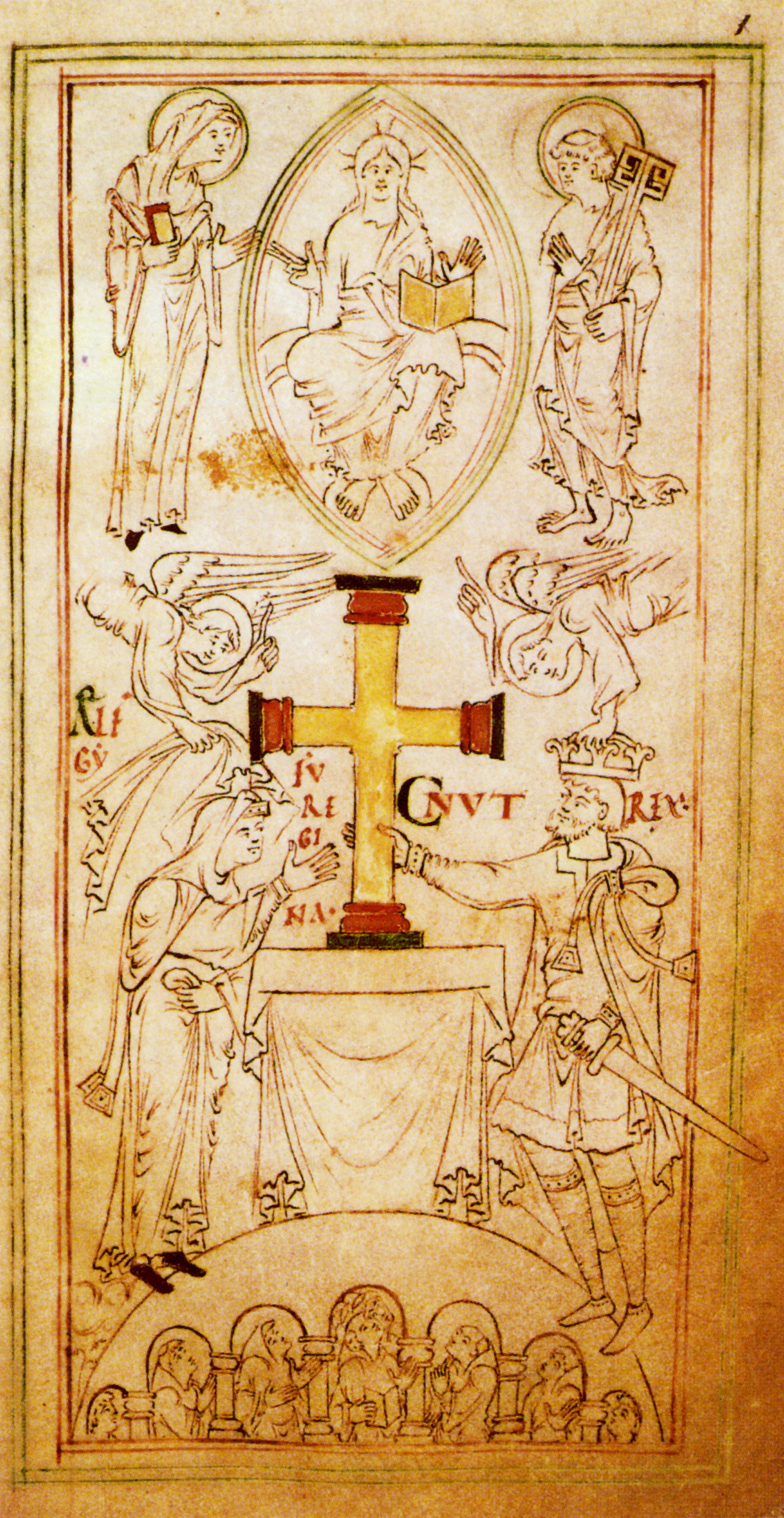
Kanut i Ælfgifu, 1031

Aelgifu z Northampton, inne transkrypcje: Ælgifu, Aelfigja, Elgifu, Alfgifu (ur. ok. 995, zm. ok. 1040) – anglosaska konkubina króla Danii Kanuta Wielkiego, córka Elfhelma, earldormana Yorku, matka króla Anglii Harolda Zajęczej Stopy i władcy Norwegii Swena Knutssona (Swena Alfivasona). W latach 1030–1035 regentka Norwegii w imieniu syna.

## Życiorys
Gdy starszy syn Swen objął królestwo Norwegii, Kanut wysłał ją z synem, by sprawowała rządy w imieniu niepełnoletniego. Postępowała jednak tak okrutnie i bezwzględnie, że Norwegowie zbuntowali się przeciw władczyni i wygnali ją z kraju.
Po śmierci Kanuta Wielkiego podjęła wszelkie starania, by kolejnym królem Anglii został jej drugi syn, Harold. W tym celu wymusiła na szlachcie uznanie Harolda za tymczasowego króla i popierała spiski na życie jego najgroźniejszych rywali. Dopięła swego, ponieważ inni konkurenci do tronu przebywali za granicą.

## W kulturze popularnej
W serialu Wikingowie: Walhalla portretuje ją aktorka Pollyanna McIntosh.